# JSガール
『JSガール』（ジェイエスガール）とは、三栄書房が2011年2月22日より隔月で発行している小学生向けファッション雑誌である。

## 概要
誌名の"JS"は「Joshi Syougakusei（女子小学生）」の略で、読者は小学校高学年をメインターゲットとしている。定期的に読者を対象とした撮影会イベントを開催し、カメラマンが掲載志望の読者を撮影して誌面に掲載する。

## 専属モデル
- 吉田えめ
- 飯田珠璃
- 川崎優希菜
- 北畠愛唯
- 工藤莉奈

### 卒モ
- 内田珠鈴　- 表紙登場回数最多[4]
- 工藤美桜　- 創刊号から登場していた
- 盛永聖香 -　大阪の撮影会でスカウトされ、読者モデルに
- 横島ふうか　-　2014年2月から
- アイリーン
- 石井紗那
- 松本ももな
- 大村なのは
- 狩野ゆま
- 柳澤ゆい
- 増田音々
- 鵜川もえか
- 中村ももか
- 榎本ゆいな
- 和泉あおい
- 白石ゆりあ
- 栗原真雪
- 興梠七奈